# アカボウモドキ
アカボウモドキ（赤坊擬、Mesoplodon mirus）はハクジラ亜目アカボウクジラ科オウギハクジラ属に属する小型のクジラである。

## 分類
生息域は北大西洋と南インド洋とに分かれており、以前から別の亜種として分類される可能性が指摘されてきた。
そして、2021年に南半球産種がラマリハクジラ（英語版）として新種に認定された。

## 名称
和名のアカボウモドキ（赤坊擬）は外見がアカボウクジラに似ていることに由来する。英名の「True's Beaked Whale（トゥルーのアカボウクジラ）」はアカボウモドキを新種として報告した生物学者のトゥルー (英語版) に由来する。
名称が似ているタイヘイヨウアカボウモドキと特に近縁というわけではない。

## 形態

ヒトとの大きさの比較

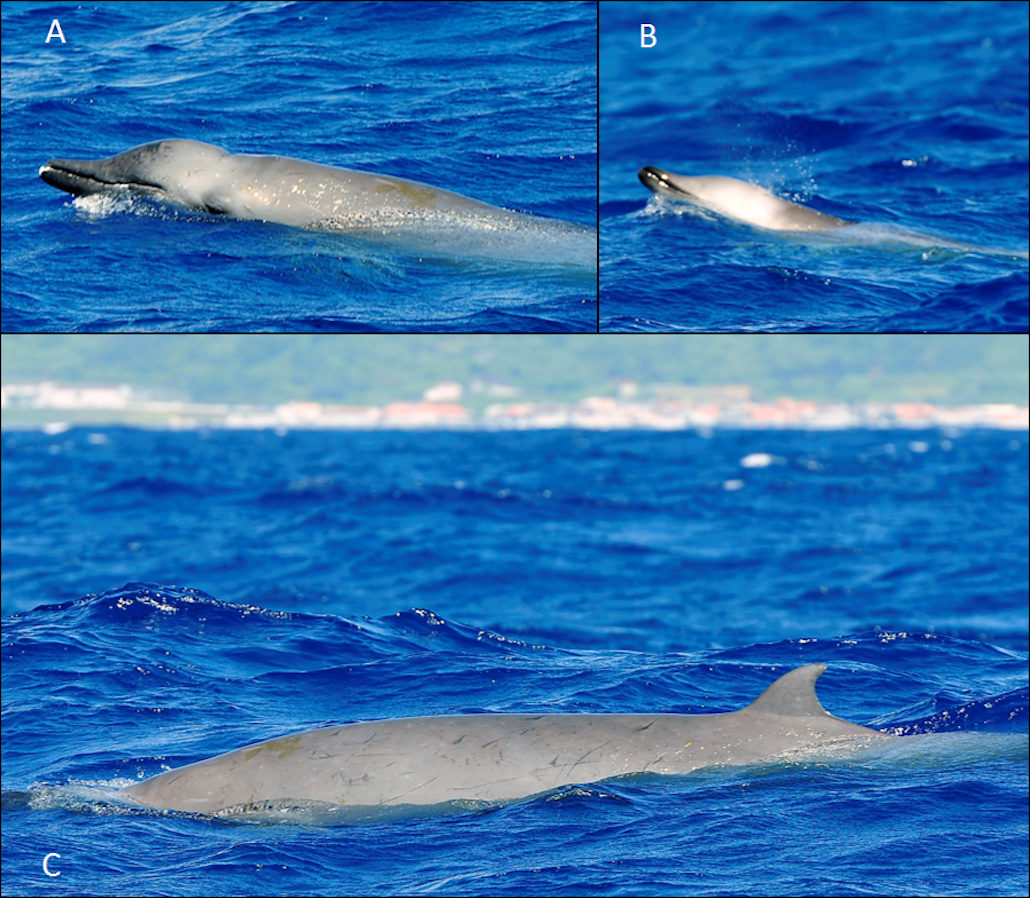
ピコ島（アゾレス諸島）沖にて

成体の体長は5.3メートル程度、体重は雌が1,400キログラム、雄が1,000キログラム程度である。産まれた直後の体長は2.2メートルほどである。
アカボウモドキはオウギハクジラ類としては典型的な体型であるが、胴部は太く、尾びれ方向に向かって細くなっている。
雄の特徴である2本の歯は比較的小さく、下顎の先端部に位置している。
頭部のメロンは比較的ふくらんでおり、口吻は短い。
噴気孔の後に窪みがあり、背の背びれ付近には鋭い隆起がある。
体色は、背側は灰色あるいは茶色がかった灰色であり、腹側はより明るい灰色である。口吻、眼の周囲、背びれの周辺は濃い灰色である。頭部から背びれにかけて濃い灰色の模様を有することもある。青みがかった黒色の背、背びれと尾びれの間が白、下顎から喉にかけては明るい灰色、さらに黒い斑点を持つ、という雌の個体が南半球で見つかったことがある。
雄の個体はダルマザメに噛まれた跡などの引っかき傷があることが多い。

## 生態

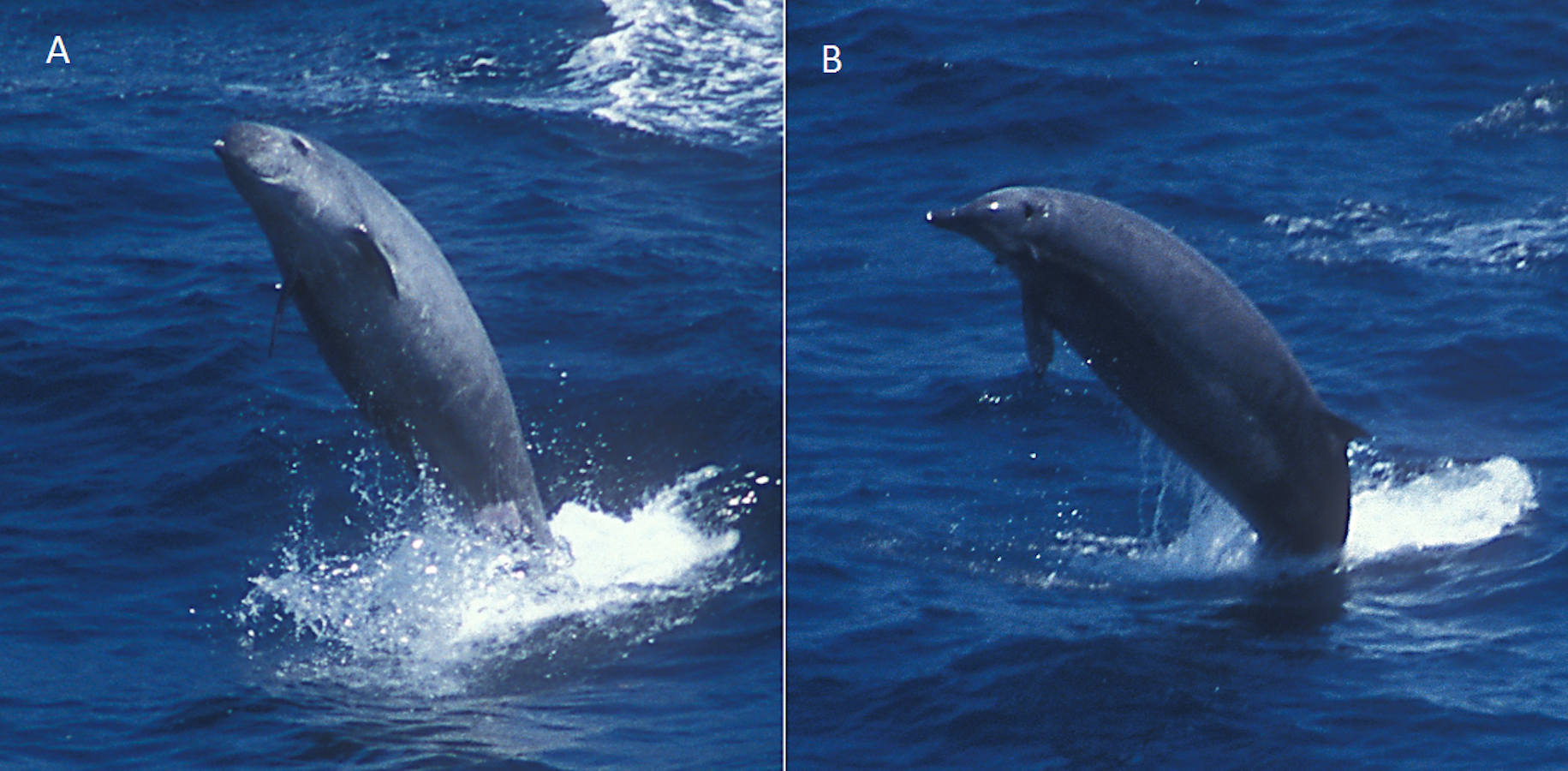
ブリーチング（ビスケー湾）

比較的小さな群を成して行動することが多く、イカを食べると考えられている。
多くのアカボウクジラ科と同様に、食性以外の情報についてはあまり解明されていない。
なお、調査個体の染色体の解析によってインターセックスの個体が発見されている。

## 生息域
生息域は北半球の北大西洋と南半球の南インド洋とに分かれており、これらはおそらく遺伝的に異なるものと考えられている。南大西洋や北インド洋には棲息しておらず、熱帯の海域にも棲息していない。
大西洋については、西大西洋のカナダノヴァスコシア州、東大西洋のアイルランド、南はフロリダ州、バハマ、カナリア諸島において座礁が報告されている。
インド洋については、南アフリカ、オーストラリアにおいて座礁が報告されている。

## 保護
全生息数は不明であるが、おそらく少数であろうと考えられている。
IUCNのレッドリストでは「情報不足」に分類されている。
主だった捕鯨の対象となったことはない。
また、漁網などによる混獲の被害の報告もない。